# (464023) 2014 WB125
(464023) 2014 WB125 es un asteroide perteneciente al cinturón de asteroides, descubierto el 22 de octubre de 2005 por el equipo Spacewatch desde el Observatorio Nacional de Kitt Peak (Arizona, Estados Unidos).